# Рождественський (Матвієво-Курганський район)
Рожде́ственський (рос. Рождественский) — хутір у Матвієво-Курганському районі Ростовської області Росії. Входить до складу Анастасієвського сільського поселення.

## Географія
Географічні координати: 47°33' пн. ш. 38°27' сх. д. Часовий пояс — UTC+4.
Хутір Рождественський розташований на південному схилі Донецького кряжу. Відстань до районного центру, селища Матвієв Курган, становить 44 км.

### Урбаноніми
- вулиці — Різдвяна[2].

## Населення
За даними перепису населення 2010 року на території хутора проживало 34 особи. Частка чоловіків у населенні складала 52,9% або 18 осіб, жінок — 47,1% або 16 осіб.